# Watsonia hysterantha
Watsonia hysterantha är en irisväxtart som beskrevs av J.W.Mathews och Harriet Margaret Louisa Bolus. Watsonia hysterantha ingår i släktet Watsonia och familjen irisväxter. Inga underarter finns listade i Catalogue of Life.